# Udvarias Anna
Udvarias Anna (Budapest, 1967. szeptember 5. –) magyar színésznő.

## Élete és pályafutása
Az Eötvös József Gimnáziumban érettségizett, majd a Rock Színház stúdiójának növendéke lett. 1989–1993 között a Színház- és Filmművészeti Főiskolán tanult.
Diplomaszerzése után a Rock Színházban játszott, – annak megszűnéséig – 1996-ig. Mellette vendégszerepelt a Vígszínházban és az Operettszínházban is, melynek 1996–1999 között tagja volt. 1999-től színpadra lépett a Budaörsi Játékszínben, a Körúti Színház állandó szereplője. Többször vendégszerepelt a Pesti Magyar Színházban. Rendszeresen szinkronizál. 2014-ben a TV2-n futó Rising Star című tehetségkutató műsorban a 10. helyen végzett. 
2020-tól a Thália Színház tagja.Színházi szaknevelő szakképzettséget szerzett a Színházi-és Filmművészeti Egyetemen (2020).
Testvére: Udvarias Katalin.
Két gyermeke van, egy fia és egy lánya.

## Színházi szerepeiből
A Színházi adattárban regisztrált bemutatóinak száma: 27.
- Sweet Sue (Peter Stone – Jule Styne – Bob Merrill: Sugar | Van Aki Forrón Szereti)
- Anita (Leonard Bernstein – Arthur Laurents – Stephen Sondheim: West Side Story – Vígszínház)
- Audrey (Roger Gorman – Howard Ashman – Alan Menken: Rémségek Kicsiny Boltja – Rock Színház)
- Evita (Andrew Lloyd Webber – Tim Rice: Evita – Rock Színház)
- Ellen (Claude-Michel Schönberg – Richard Maltby Jr. – Alain Boublil: Miss Saigon – Rock Színház)
- Mrs. Vane (Oscar Wilde – Várkonyi Mátyás – Ács János: Dorian Gray – Rock Színház)
- Polly Baker (Ken Ludwig – George Gershwin – Ira Gershwin: Crazy For You – Fővárosi Operettszínház)
- Elsa Schraeder (R. Rodgers – O. Hammerstein Ii – H. Lindsay – R. Crouse: A Muzsika Hangja – Fővárosi Operettszínház)
- Juliska (Molnár Ferenc – Kocsák Tibor – Miklós Tibor: Vörös Malom – Körúti Színház)
- Boureverné (Marcel Achard: A Bolond Lány – Körúti Színház)
- Kerekes Anna (Dr. Vitéz Miklós – Vadnai László: Meseautó – Körúti Színház)
- Rejtő Piroska (Eisemann Mihály – Szilágyi László: Én És A Kisöcsém – Körúti Színház)
- Bartáné (Eisemann-Halász-Békeffi: Egy csók és más semmi-Thália Színház)
- Dragomirov hercegnő (Agatha Christie-Ken Ludwig: Gyilkosság az Orient expresszen-Thália Színház)

## Film- és tévészerepei
- Kaméleon (2008) ...Paranoiás nő
- Veszettek (2015) ...Titkárnő
- Bűnök és szerelmek (TV2) ...Váradi Zsóka
- Rising Star (TV2)
- Csak színház és más semmi (2016-2019) (Duna TV) ...Tormás Erzsébet
- 200 első randi (2018) ...Karola
- Drága örökösök (2019) ...Emese
- A mi kis falunk (2021) ...Zarándok
- Gólkirályság (2023) …Ica

## Szinkronszerepei
- Hetedik (1995) ...Tracy – Gwyneth Paltrow
- Paula és Paulina (1998) ...Gema Durán Bracho – Dominika Paleta
- Julieta (1999-2000) ...Carmina Roldán de Valencia – Azela Robinson
- A négyünk titka (2022) ...Mónica Bedolla – Aracely Arámbula
- Volt egyszer egy stúdió (2023) ...Pocahontas – Judy Kuhn